# 14989 Tutte
14989 Tutte este un asteroid din centura principală de asteroizi.

## Descriere
14989 Tutte este un asteroid din centura principală de asteroizi. A fost descoperit pe 25 octombrie 1997 la Kitt Peak National Observatory în cadrul proiectului Spacewatch. El prezintă o orbită caracterizată de o semiaxă mare de 2,77 ua, o excentricitate de 0,29 și o înclinație de 16,5° în raport cu ecliptica.